# Elling (plaats)
Elling is een plaats in de Deense regio Noord-Jutland, gemeente Frederikshavn. De plaats telt 1195 inwoners (2008).

## Geboren in Elling
- Connie Nielsen (1965), actrice